# 孔塞桑杜卡斯特洛

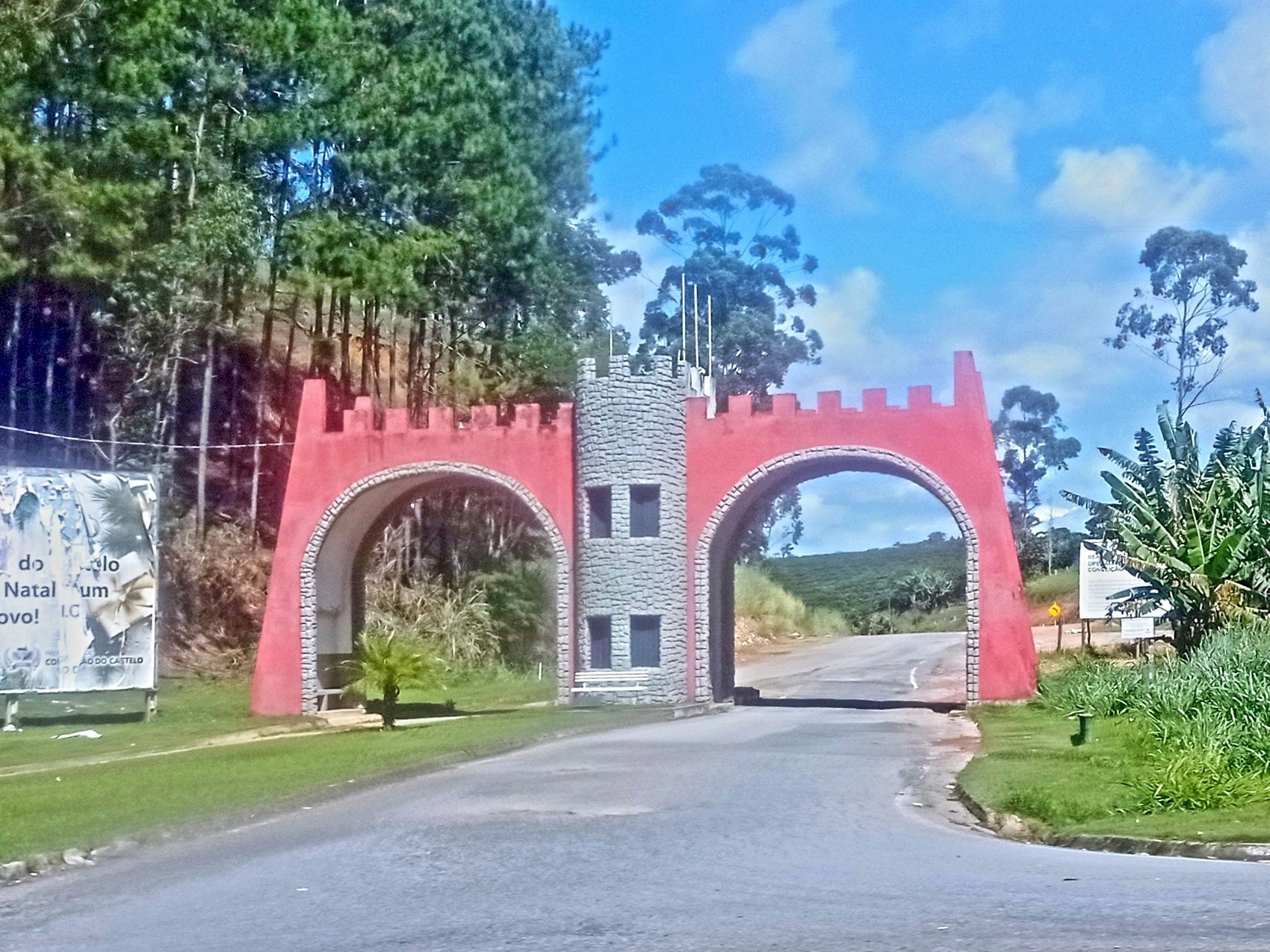
孔塞桑杜卡斯特洛

20°22′04″S 41°14′38″W / 20.36778°S 41.24389°W
孔塞桑杜卡斯特洛（葡萄牙語：Conceição do Castelo），是巴西的城鎮，位於該國東南部，由聖埃斯皮里圖州負責管轄，始建於1963年12月6日，面積364平方公里，海拔高度620米，2010年人口11,686，人口密度每平方公里32.06人。